# La Humada
La Humada est une localité rurale argentine située dans le département de Chical Co, dans la province de La Pampa.

## Démographie
La localité compte 657 habitants (Indec, 2010), soit une augmentation de 56,8 % par rapport au précédent recensement de 2001 qui comptait 419 habitants.